# Хомов, Александр Николаевич
Алекса́ндр Никола́евич Хо́мов (1953, Москва) — советский и российский художник-ювелир.

## Биография
Александр Хомов родился в Москве в 1953 году. С 1964 года учился в художественном училище, окончив которое, уходит в армию, где служит в десантных войсках ВМФ в Заполярье. Там он осваивает мастерство минера-подрывника и является командиром разведывательной группы.
По возвращении из армии в течение 26 лет работает художником-реставратором мебели. В 1985 году начинает осваивать ремесло профессионального ювелира.
С 1991 года Александр Хомов возглавляет фирму «Ампир» и с 1999 года вступает в Союз художников РФ. В 2000 году его принимают в Международный художественный фонд ЮНЕСКО.
С 2000 года занимается созданием эксклюзивной ювелирной продукции.
В 2002 году Александр Хомов становится дипломантом V-ой Международной выставки «Ценность для избранных» за возрождение технологий Российского ювелирного искусства. В этом же году А. Хомов получает диплом "Лауреата Национального конкурса ювелирного дизайна «Золотое созвездие» за колье «Жар-птица» от Академии Ювелирного Искусства.
С 2003 года по настоящее время художник-ювелир ведет работу с титаном.

## Творчество
С начала 1990-х годов Александр Хомов является постоянным участником ювелирных выставок в России и за рубежом. Одним из главных достижений в это время становится участие ювелирной коллекции А. Хомова в 1996 году на выставке, посвященной 850-летию г. Москвы в Белых Палатах Кремля и в конкурсе «Наши имена», проходившем в том же году в Государственном историческом музее Кремля. По окончании конкурса работа А. Хомова «Брошь-шпилька» остается в постоянной экспозиции Исторического музея.
В своей деятельности Александр Хомов ориентируется на художественные традиции известных российских ювелирных фирм второй половины XIX — начала XX веков: Фаберже, Немирова-Колодкина, Овчинникова и других. А. Хомов возродил изготовление высокохудожественных, эксклюзивных произведений, не уступающих лучшим образцам отечественного ювелирного искусства.

## Работа с титаном
Изготовление художественных изделий из титана сделало Александра Хомова всемирно известным.

Когда ювелир Александр Хомов представил на суд публики титановую коллекцию, специалисты не поверили своим глазам. Тугоплавкий металл, не поддающийся ручной обработке, у Хомова гнется в разные стороны и приобретает растительные формы. Как из титана делать цветы, ювелир не рассказывает. И даже не получает патент на технологию, чтобы избежать огласки «рецепта».

Клиентами Александра Хомова в разное время становились Владимир Путин, Саддам Хусейн, Королева Елизавета II и другие.